# 연도항 (군산시)
연도항(煙島港, Yeondo Fishing Port)은 전북특별자치도 군산시 옥도면 연도리, 연도 섬에 있는 어항이다. 1971년 12월 21일 국가어항으로 지정되었으며, 관리청은 해양수산부 서해어업관리단, 시설관리자는 군산시장이다.

## 연혁
- 군산항으로부터 북서쪽으로 약 3km 떨어진 곳에 위치한 연도항은 섬의 형상이 호수 속에 피어오르는 연꽃과 같다하여 연도라고 부르게 되었다.
- 연도항은 어항으로서의 입지조건이 좋아 예부터 기상 악화시 연근해 조업어선의 피난항으로 이용되었던 항으로 1981년 기본조사를 실시한 후 1991년 기본시설을 완공했다.[1]

## 어항 구역
본 항의 어항구역은 다음과 같다.
- 수역: 연도리 북동측 돌출부에서 정동 600m 반경으로 남측 육지와 연결하는 선을 따라 형성된 공유수면[2]
- 육역: 전라북도 군산시 옥도면 연도리 175 외 6필지 (상세내역은 생략)[3]